# Relations entre le Royaume-Uni et la Tchéquie
Les relations entre la République tchèque et le Royaume-Uni sont des relations internationales entre le Royaume-Uni et la Tchéquie. La République tchèque a une ambassade à Londres et quatre consulats honoraires (à Cardiff, Édimbourg, Manchester et Newtownards). Le Royaume-Uni possède une ambassade à Prague.
Les deux États sont membres de l'OTAN.

## Histoire
Le Royaume-Uni et la Tchécoslovaquie ont historiquement eu des relations tièdes, bien que non hostiles, en grande partie en raison du manque d'implication de la Grande-Bretagne en Europe continentale au-delà de la France, et du fait de la position de la Tchécoslovaquie, prise entre les pays alliés, majoritairement capitalistes, et l'Union soviétique. Initialement, les deux nations étaient des alliés et des partenaires commerciaux  au cours des années précédant la Seconde Guerre mondiale. Le fondateur de la première République tchécoslovaque, Tomáš Masaryk, avait vécu à Londres pendant la Première Guerre mondiale, où il avait rencontré Wickham Steed, un célèbre journaliste du Times, et Sir George Clerk. L'ancien officier du renseignement britannique Robert Bruce était un tchécophile anglais notable, qui devint plus tard secrétaire commercial et était en bons termes avec Masaryk, le premier président de la Tchécoslovaquie. Les liens se sont quelque peu tendus lorsque l'Allemagne nazie a annexé une grande partie du pays selon les termes des Accords de Munich (1938), que de nombreux Tchèques considéraient comme la "Trahison de Munich " (en tchèque : Mnichovská zrada). Plus de 500 pilotes tchèques, dont la plupart avaient fui l'occupation nazie vers les pays alliés, ont servi dans la Royal Air Force et se sont distingués pendant la bataille d'Angleterre pour leur bravoure et leurs compétences. L'un de ces pilotes était Josef František, récipiendaire de la Distinguished Flying Medal et l'un des deux seuls ressortissants non membres du Commonwealth parmi " The Few " qui étaient les dix meilleurs as. La Grande-Bretagne était l'un des nombreux pays vers lesquels les réfugiés juifs tchèques ont fui, notamment via le Kindertransport.
 

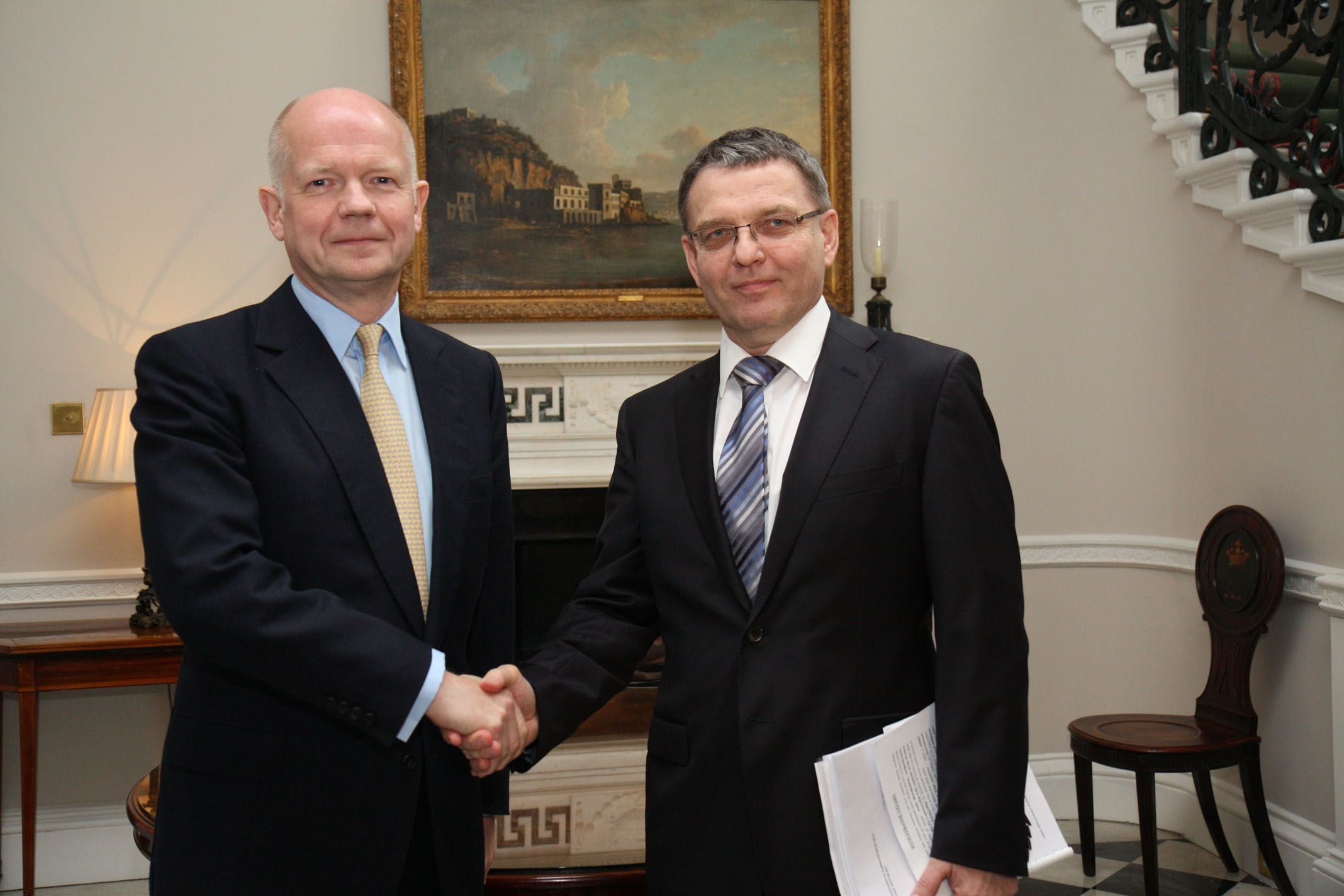
Le ministre britannique des Affaires étrangères, William Hague, rencontre le ministre tchèque des Affaires étrangères, Lubomír Zaorálek, à Londres, en mai 2014.

Pendant la guerre froide, les relations se sont à nouveau détériorées car la Grande-Bretagne était un allié des États-Unis, l'"ennemi" de l'Union soviétique, faisant de la Grande-Bretagne et de la Tchécoslovaquie dirigée par les socialistes des "ennemis" par association. Depuis la dissolution de la Tchécoslovaquie, les relations économiques se sont largement normalisées, même si aucun des deux pays n'est l'allié prioritaire de l'autre.

## Commerce
Le commerce bilatéral entre les deux pays équivalait à 6,7 milliards de livres sterling en 2011.

## Migration
Le recensement britannique de 2001 a enregistré 12 220 personnes nées en République tchèque résidant au Royaume-Uni. Avec l'adhésion de la République tchèque à l'Union européenne en mai 2004, les Tchèques ont obtenu le droit de vivre et de travailler ailleurs dans l'UE, et un nombre important de personnes ont déménagé au Royaume-Uni pour travailler, bien qu'il y ait eu une importante migration de retour. L'Office for National Statistics estime que, d'octobre 2010 à septembre 2011, 24 000 à 40 000 personnes nées en République tchèque vivaient au Royaume-Uni.

## Visites d'État
La reine Élisabeth II a effectué une visite d'État en République tchèque en mars 1996, elle s'est rendue à Prague et à Brno et a été reçue par le président Václav Havel.